# Hranická propast

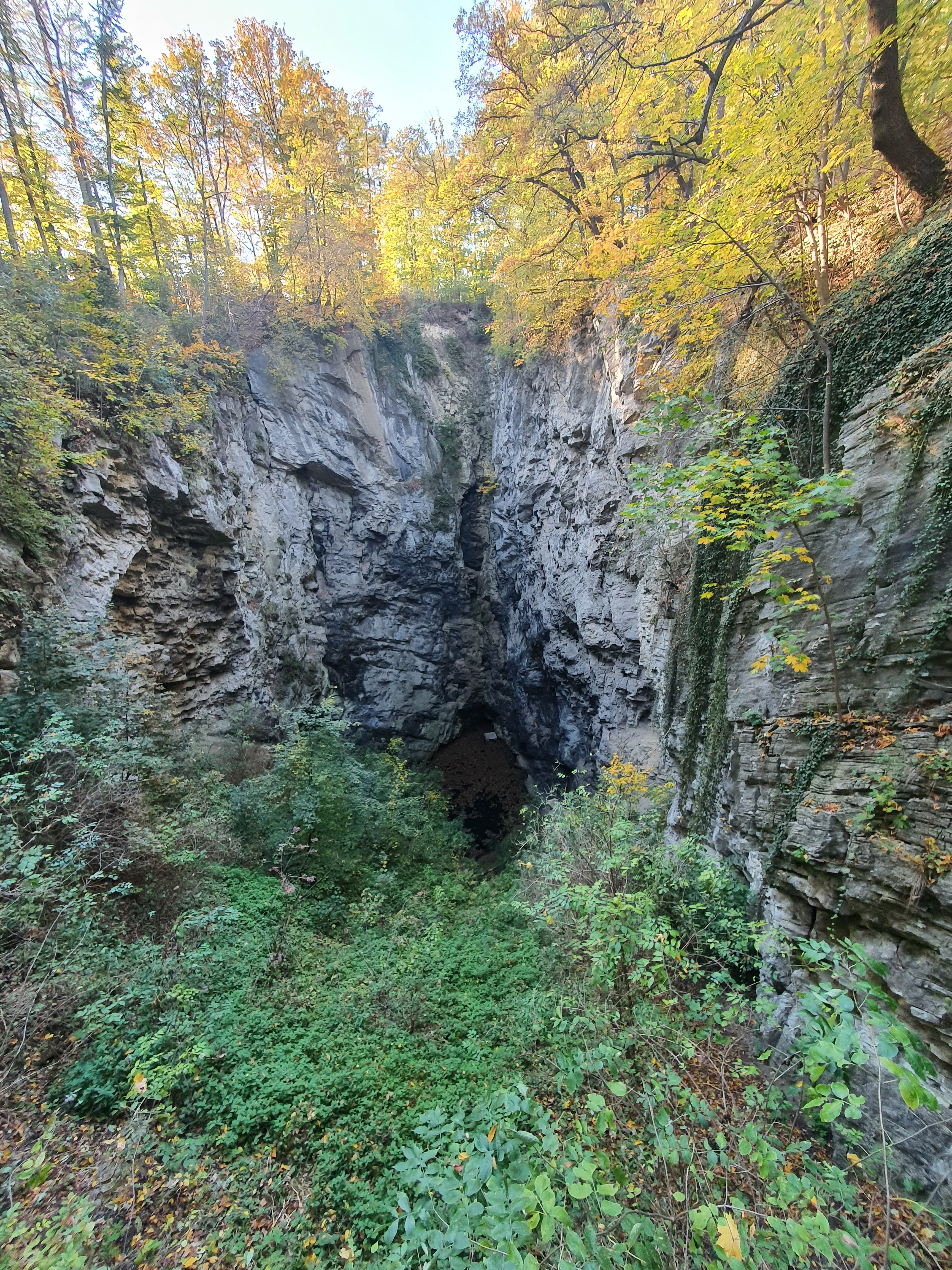
Blick in den Abgrund

Der Hranická propast, auch Macůška (deutsch Weißkirchener Abgrund bzw. Gevatterloch) ist ein Abgrund auf dem rechten Ufer des Flusses Bečva am südöstlichen Stadtrand von Hranice in Mähren, Tschechien. Er ist Teil des Naturschutzgebietes Hůrka u Hranic und befindet sich gegenüber der Gemeinde Teplice nad Bečvou bei der Ruine der Burg Svrčov im Weißkirchener Karst.

## Geschichte
Erste Tauchversuche wurden bereits 1580 durch Thomas Jordan aus Klausenburg in seinem zuerst auf Tschechisch erschienenen Werk „Kníha O Wodách Hojitedlných neb Teplicech moravských“ beschrieben. Die erste kartographische Erfassung erfolgte im Jahre 1627 durch Johann Amos Comenius auf dessen Karte von Mähren. 1883 wurde das Gevatterloch zum Schauplatz eines Verbrechens, als der Heiratsschwindler und Serienmörder Hugo Schenk mit einem Komplizen auf seiner Hochzeitsreise seine Braut Josefine Timal vergewaltigte und anschließend in den Abgrund warf.
Die genauere Erkundung begann erst durch den Lehrer Josef Šindel, der am 25. April 1902 von einem Boot aus ein zwei Kilogramm schweres Gewicht abließ. Dieses gelangte nach 36 m auf Grund, und mit den 69,5 m oberhalb der Wasserlinie galt für einige Jahrzehnte 105,5 m als Tiefe des Propasts. 1963 gelang es einer Gruppe von drei Tauchern, in eine Wassertiefe von 42 m vorzudringen. Sie erblickten keinen Grund und entkräfteten mit ihrem Vorstoß die Messungen Šindels. Die Tauchversuche gelangten mit besser werdender Technik bis in eine Wassertiefe von etwa 90 m bis unterhalb einer als Zubatice getauften Stelle. Im April 1980 ließ man von dort eine Sonde herab, die bei etwa 260 m auf Widerstand stieß. Dieses Ergebnis wurde jedoch aufgrund seiner außergewöhnlichen Durchführungsweise nicht ernst genommen. In der Folgezeit widmete man sich der Erkundung eines blinden Armes, der als Rotunde bezeichnet wird. Dieser steigt senkrecht nach oben, bis über die Wasserlinie hinaus.
Am 18. September 1995 erreichte der belgische Tauchroboter Hyball eine Tiefe von 205 m, ohne dass Grund in Sicht war. Taucher stießen inzwischen in eine Tiefe von 181 m vor. In dieser Tiefe beginnt der Propast nach Südwesten abzuknicken, der weitere Verlauf lässt sich aber nicht erahnen.
Am 27. September 2016 erreichte der polnische Höhlenforscher und Taucher Krzysztof Starnawski mit einem Tauchroboter die Tiefe von 404 m. Der Tauchroboter hatte den Grund nicht erreicht und musste stoppen, da das Kabel nicht länger war, nachdem Starnawski selbst auf 200 m getaucht war und von dort den Tauchroboter gestartet hatte.
Im August 2022 wurde ein weiteres Projekt zur Bestimmung der Tiefe in Angriff genommen. Einem Sonar-Tauchroboter des Unternehmens UNEXMIN GeoRobotics Ltd. gelang es, bis in eine Tiefe von 450 m vorzudringen. Aus technischen Gründen war keine tiefere Erkundung möglich.
Neuere geophysikalische Untersuchungen, die die lokale Schwereanomalie, das geoelektrischen Schlumberger-Verfahren, Audiomagnetotellurik und Seismische Tomographie kombinieren, deuten auf eine Tiefe von ungefähr einem Kilometer hin.

## Geologie
Der Abgrund entstand durch den Austritt von stark kohlendioxidhaltigem Thermalwasser und besteht aus einem trockenen oberen Teil, der 69,5 Meter tief ist. Der untere Teil ist mit Wasser gefüllt. Der Grund des Sees wurde bislang noch nicht erreicht, Messungen sind bis in eine Gesamttiefe von 404 m vorgedrungen. Damit ist das Gevatterloch der tiefste Abgrund in Mitteleuropa.
Westlich des Abgrunds befinden sich die Zbraschauer Aragonithöhlen, die sich im gleichen Karstsystem befinden.